# جوزپه سیبیلی
جوزپه سیبیلی (انگلیسی: Giuseppe Sibilli؛ زادهٔ ۷ اوت ۱۹۹۶) بازیکن فوتبال است.
از باشگاه‌هایی که در آن بازی کرده‌است می‌توان به باشگاه فوتبال پیزا و باشگاه فوتبال کاتانیا اشاره کرد.